# Blauwe duiker
De blauwe duiker (Philantomba monticola) is een kleine blauwgrijze antilope uit de onderfamilie der duikers (Cephalophinae). De blauwe duiker komt voor in de bossen van Centraal- en Zuidoost-Afrika.

## Beschrijving
De blauwe duiker is een gedrongen antilope met dunne poten. Hij heeft een blauwgrijze of bruine vacht. Er zijn echter veel regionale verschillen en er worden verscheidene ondersoorten onderscheiden. Populaties uit vochtigere streken zijn vaker donkerder van kleur dan dieren uit drogere gebieden. De keel is lichter van kleur. Over de staart loopt een smalle, zwarte streep. De onderzijde en rand van de staart hebben witte, kronkelige haren die in het donker licht reflecteren. De blauwe duiker heeft grote ogen, vrij kleine oren een brede, beweeglijke bek. De hoorns zijn klein en kegelvormig. Bij het mannetje zijn deze vijf centimeter lang, bij het vrouwtje twee à drie centimeter.
De blauwe duiker heeft een kop-romplengte van 55 tot 90 centimeter een lichaamsgewicht van 3,5 tot 9 kilogram en een schofthoogte van 32 tot 41 centimeter. De staart is zeven tot dertien centimeter lang.

## Gedrag
De blauwe duiker is voornamelijk een dagdier. 's Nachts rust hij onder of naast een boomstam, of in een door andere dieren gegraven kuil. Hij eet voornamelijk bessen en andere vruchten. In gebieden waar weinig fruitbomen groeien, eten ze meer bloemen, afgevallen bladeren, gommen, en insecten. Soms volgen ze vruchtenetende apen en vogels om gevallen vruchten te eten.
De duikers leven in paartjes in een klein territorium. Het territorium wordt afgebakend met stoffen uit de geurklieren tussen de hoeven en in het gezicht, en met uitwerpselen en urine. Vreemde duikers worden weggejaagd. Als het dier gevaar opmerkt, 'duiken' ze weg naar dichtere begroeiing om dekking te zoeken. Soms verlaten mannetjes tijdelijk het territorium om tijdelijke voedselbronnen te vinden. Blauwe duikers zijn facultatief monogaam, wat betekent dat mannetjes niet meehelpen met de zorg voor de jongen. Ook foerageren mannetjes en vrouwtjes apart. Wel bewaken mannetje en vrouwtje samen het territorium, en rusten ze samen dicht bij elkaar.

## Voortplanting

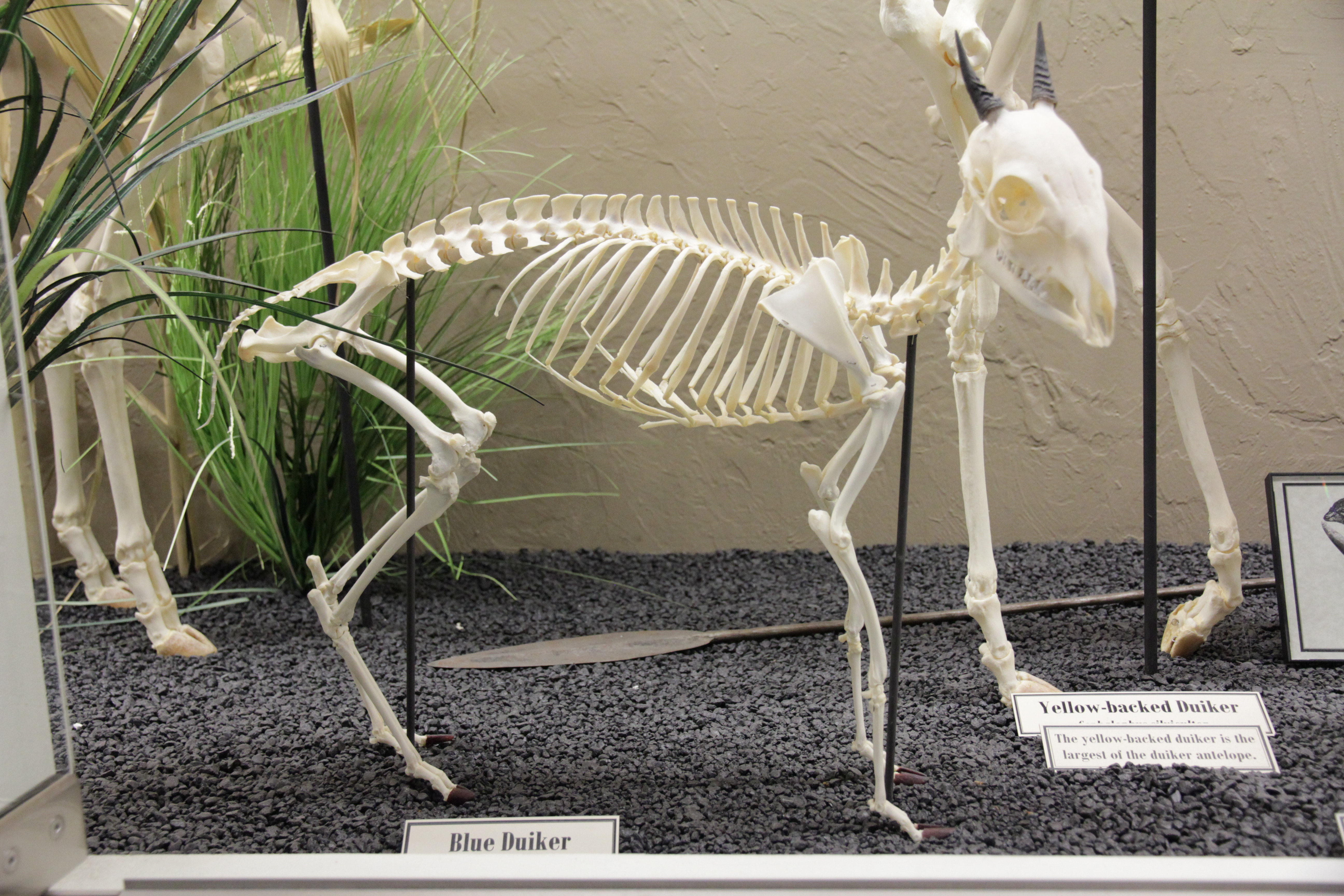
Skelet van de blauwe duiker

De draagtijd duurt waarschijnlijk vier of vijf maanden. Met zachte kreungeluidjes houdt het vrouwtje contact met haar jongen. Bij gevaar blijven ze stijf stilstaan. Alleen als ze onverwachts opschrikken, vluchten ze weg. Mannetjes maken dan een niezend geluid of een gil om aan te geven dat de rest moet wegrennen. Jongen blijven in het ouderlijk territorium tot ze achttien maanden oud zijn. Ze zijn na een jaar geslachtsrijp en na twee jaar volgroeid. Blauwe duikers worden tot tien jaar oud.

## Verspreiding
De blauwe duiker leeft van de Niger tot West-Kenia, Gabon en Angola, en langs de oostkust van Afrika van de Kaap tot de Tanarivier. Ook leeft hij op enkele eilandjes, als Zanzibar, Pemba en Bioko. Hij komt voor in allerhande gebieden met veel begroeiing: laagland- en bergbossen, vochtig struikgewas, rivier-, oever- en moerasbossen, galerijbossen en bosmozaïeken.
Ondanks dat de blauwe duiker fel wordt bejaagd voor het vlees, is de soort vrij algemeen en wijdverbreid.